# Перри, Кори
Ко́ри Пе́рри (англ. Corey Perry; род. 16 мая 1985, Темискаминг-Шорс, Онтарио) — канадский хоккеист, крайний нападающий «Лос-Анджелес Кингз». Обладатель Кубка Стэнли 2007 года в составе «Анахайм Дакс», обладатель Кубка мира (2016), двукратный олимпийский чемпион (2010 и 2014) и чемпион мира 2016 года в составе сборной Канады. С 22 мая 2016 года член «тройного золотого клуба». Обладатель «Харт Мемориал Трофи» как самый ценный игрок НХЛ сезона 2010/11. Трижды участвовал в Матче всех звёзд НХЛ (2008, 2011, 2012). Лидирует среди всех действующих хоккеистов НХЛ по штрафным минутам за карьеру.

## Юниорская карьера
В 2001 году был задрафтован под общим 5-м номером командой «Лондон Найтс», выступающей в хоккейной лиге Онтарио (OHL) — одной из трёх крупнейших юниорских канадских хоккейных лиг. За «Рыцарей» Кори провёл четыре сезона (с 16 до 20 лет), постоянно наращивая собственную результативность и, как следствие, успешность выступлений всей команды. Это вылилось в кучу собранных индивидуальных наград в последнем юниорском сезоне 2004/2005 (включая титулы лучшего бомбардира, лучшего игрока и самого ценного игрока плей-офф OHL) и завоевание вместе с командой главного трофея — Мемориального кубка.
В июне 2003 года состоялся драфт Национальной хоккейной лиги, на котором Перри был выбран в уже в первом раунде клубом «Анахайм Майти Дакс», под общим 28-м номером.

## Карьера в НХЛ

### Анахайм Дакс
Дебют в сильнейшей лиге Северной Америки состоялся осенью 2005 года. Правда, после нескольких матчей Кори был отправлен в фарм-клуб «Могучих уток» — команду «Портленд Пайретс». Там он оказался вместе со своим одногодкой, такой же будущей звездой НХЛ Райаном Гецлафом, также проводящему первый сезон в лиге и пытающемуся застолбить себе место в главной команде. Перри и Гецлаф, играя в одном звене, набрали 67 очков на двоих в 36 играх в АХЛ и были вызваны обратно в «Анахайм».
В следующем сезоне 2006/07 сыграл все 82 матча в регулярном чемпионате НХЛ, набрав в них 44 очка. Перри, Гецлаф и присоединившийся к ним Дастин Пеннер образовали второе звено «Уток», окрещённое журналистами the «Kid Line» (Гецлафу и Перри было по 21 году, тогда как Пеннеру 24). Эта тройка сумела набрать в совокупности 147 очков за сезон. В плей-офф «Анахайм» выступил необычайно сильно и сумел выиграть Кубок Стэнли, в чём немалая заслуга the «Kid Line» в целом и Кори Перри в частности (в плей-офф он набрал 15 очков в 21 игре).
В сезоне 2007/08 набрал на 10 очков больше, чем в предыдущем, сыграв при этом на 12 матчей меньше. Он был приглашён на Матч всех звёзд НХЛ (правда не сразу, а после отказа из-за травм других хоккеистов).
Летом 2008 подписал новый контракт с «Анахаймом», сроком на 5 лет и стоимостью в $ 26,625 млн — точно такой же контракт, что был предложен и подписан Гецлафом год назад.
Тем не менее, если в первые два года в НХЛ Гецлаф был немного ярче и результативнее, то за 2008—2011 годы Перри постепенно вышел на первый план и стал главной звездой не только «Анахайма», но и одним из самых грозных нападающих лиги в целом.
Его взлёт можно чётко проследить по динамике результативности за его энхаэловскую карьеру, перманентно растущей в каждом новом сезоне. 2008/09 — лидер «Дакс» по голам (32) и второй по очкам (72), 2009/10 — лучший бомбардир команды с 76 очками, 2010/11 — лучший снайпер НХЛ (и почётнейший приз «Морис Ришар Трофи» в награду) с гроссмейстерскими 50 шайбами за сезон и третий в лиге по очкам (98).

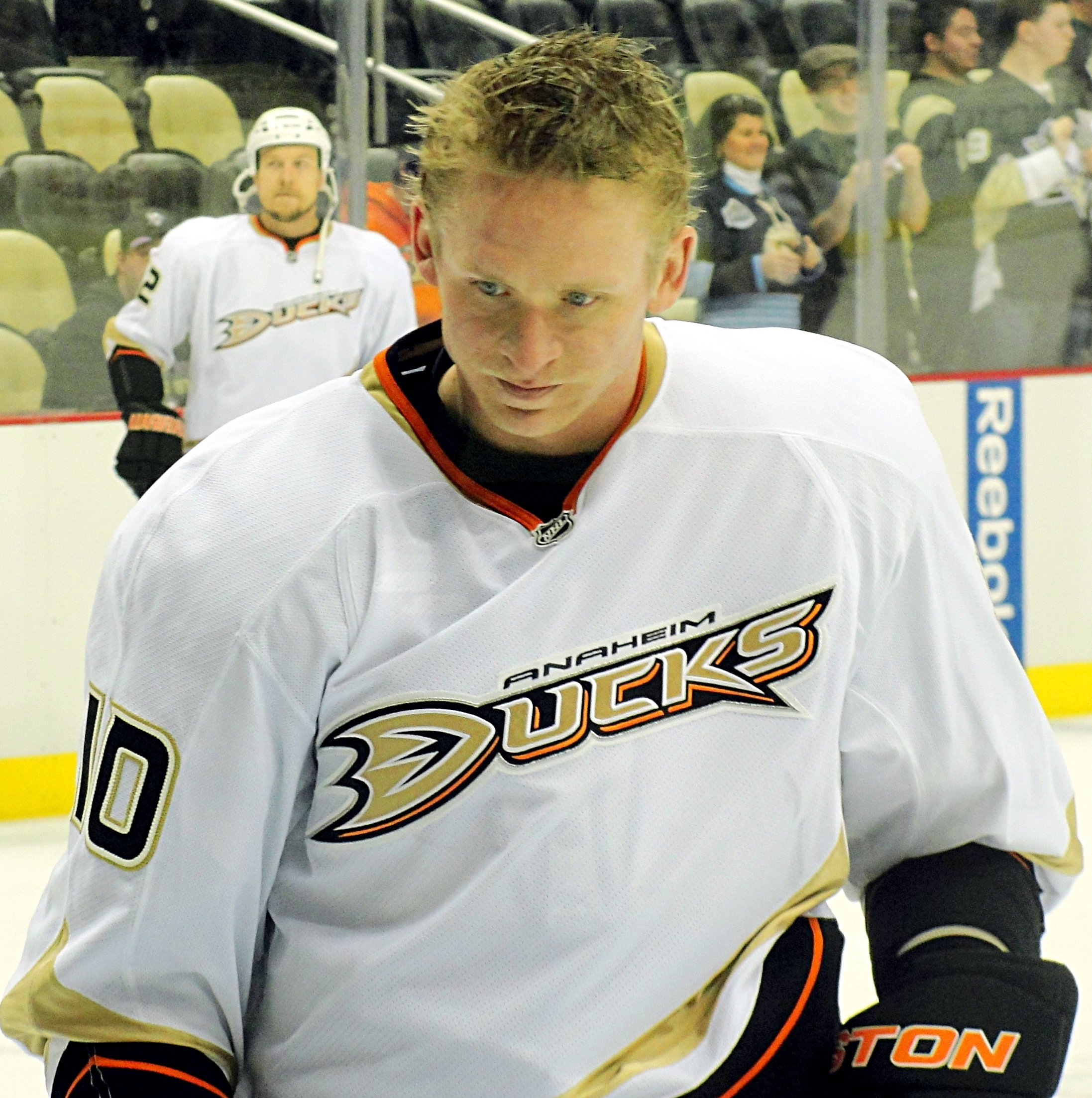
2012 год

Помимо «Морис Ришар Трофи», в 2011 году Кори получил и ещё один индивидуальный приз, считающийся самым значимым в НХЛ — «Харт Мемориал Трофи», как лучший хоккеист года. Лигой были выдвинуты три кандидатуры на эту награду — Перри, Даниель Седин (швед из «Ванкувер Кэнакс») и Мартен Сен-Луи (канадец из «Тампы-Бэй Лайтнинг»). Явного фаворита перед журналистским голосованием, определявшим лауреата, не было, однако после объявления его результатов среди хоккейных болельщиков и экспертов прокатилась волна критики. Многие посчитали, что Кори незаслуженно получил этот приз, называя в качестве причин его тусклую игру в начале сезона и общий недостаточно высокий уровень мастерства в сравнении с предыдущими обладателями трофея. Во многом Перри повезло с получением «Харта» в том плане, что показывавший блестящий хоккей том году Сидни Кросби получил серьёзную травму и отыграл только половину чемпионата, а у двукратного MVP Александра Овечкина, находящегося в расцвете сил, наступил небольшой спад в карьере.
Весной 2013 года, в локаутный сезон, подписал с «Анахаймом» максимально длинный, 8-летний контракт на сумму $ 69 млн.
Что же касается командных успехов, то здесь после взятого в 2007 году Кубка дела стали обстоять гораздо скромнее. Дальше финала Западной конференции (2014/15 и 2016/17) «Анахайм» не проходил.

### Даллас Старз
1 июля 2019 года, став свободным агентом, подписал однолетний контракт с «Даллас Старз» на сумму 1,5 млн долларов. 13 ноября 2019 года сыграл свой 1000-й матч в регулярных сезонах НХЛ. Перри стал 340-м игроком в истории лиги, достигшим этой отметки.
Перри помог «Старз» дойти до финала Кубка Стэнли. В пятом матче финальной серии против «Тампы-Бэй Лайтнинг», Перри забросил две шайбы, в том числе победную во втором овертайме (3:2), благодаря чему «Старз» сократили отставание в серии (2-3). Однако «Лайтнинг» выиграли шестой матч всухую и завоевали Кубок Стэнли. Всего в 27 матчах плей-офф Перри набрал 9 очков (5+4).

### Монреаль Канадиенс
28 декабря 2020 года подписал однолетний контракт с «Монреаль Канадиенс» на 750 тыс. долларов. Вновь помог новому клубу дойти до финала Кубка Стэнли, где «Канадиенс» в пяти матчах уступили «Тампе-Бэй Лайтнинг». В 22 матчах плей-офф Перри отметился 10 очками (4+6).

### Тампа-Бэй Лайтнинг
29 июля 2021 года в качестве свободного агента подписал двухлетний контракт на 2 млн долларов с «Тампой-Бэй Лайтнинг». По ходу сезона 2021/22 преодолел отметки в 1100 сыгранных матчей и 400 заброшенных шайб в регулярных сезонах НХЛ. Всего в сезоне 2021/22 сыграл 82 матча и набрал 40 очков (19+21). В финале Кубка Стэнли «Тампа» проиграла «Колорадо Эвеланш», и Перри стал первым игроком в истории лиги, который проиграл три подряд финала Кубка Стэнли, играя за разные команды.
В сезоне 2022/23 сыграл за «Лайтнинг» 81 матч и набрал 25 очков (12+13) при худшем в карьере показателе полезности −28. При этом в последних 25 матчах регулярного чемпионата набрал только одно очко. По ходу сезона Перри вошёл в топ-100 лидеров по сыгранным матчам в истории НХЛ. Также Перри отметился 95 минутами штрафа — максимальный показатель для себя с сезона 2011/12. 18 апреля набрал три очка (1+2) в первом матче плей-офф против «Торонто» (7:3). «Лайтнинг» уступили «Торонто» в первом раунде плей-офф. Перри в 6 матчах набрал 5 очков (2+3) при показателе полезности +1.

### Чикаго Блэкхокс
29 июня 2023 года «Лайтнинг» обменяли в «Чикаго Блэкхокс» права на переговоры о контракте с Перри на выбор в седьмом раунде драфта 2024 года. 30 июня «Блэкхокс» подписали с 38-летним Перри однолетний контракт на 4 млн долларов.
В сезоне 2023/24 провёл за «Чикаго» 16 матчей и набрал 9 очков (4+5). В конце ноября 2023 года стало известно, что Перри покинул расположение «Чикаго» по личным причинам, генеральный менеджер «Чикаго» Кайл Дэвидсон сообщил, что Перри будет отсутствовать в команде в «обозримом будущем». Затем «Блэкхокс» поместили игрока на драфт отказов, а 29 ноября контракт с Перри был расторгнут, он получил статус свободного агента. Перри в своём заявлении после расторжения контракта сообщил, что ситуация была связана с инцидентом с алкоголем, он сожалеет о произошедшем. Инсайдеры сообщали, что инцидент с участием Перри произошёл во время мероприятия, на котором присутствовали корпоративные партнёры и сотрудники команды.

### Эдмонтон Ойлерз
22 января 2024 года подписал однолетний контракт с «Эдмонтон Ойлерз». 27 января дебютировал за новый клуб. 9 февраля набрал первое очко за «Ойлерз». 16 марта набрал 900-е очко в карьере (426+474). В 38 матчах регулярного сезона за «Ойлерз» набрал 13 очков (8+5). Дошел до финала Кубка Стэнли 4-й раз за последние 5 лет, где «Ойлерз» уступили в седьмом матче «Флориде». Перри в 19 матчах плей-офф набрал 3 очка (1+2). Перри поднялся на 12-е место по матчам в истории плей-офф НХЛ (215).
В сезоне 2024/25 сыграл 81 матч в регулярном сезоне и набрал 30 очков (19+11) при показателе полезности +12. Перри вошёл в топ-50 лидеров в истории НХЛ по сыгранным матчам в регулярных сезонах (1392). В плей-офф набрал 14 очков (10+4) в 22 матчах. «Ойлерз» вновь встретились в финале с «Флоридой», и вновь уступили (2-4). Для Перри это был пятый финал Кубка Стэнли за 6 лет.

## Международная карьера
В 2005 году участвовал в молодёжном чемпионате мира, проходившем в американском Гранд-Форксе. Кори играл в первой тройке нападения вместе с Сидни Кросби и Патрисом Бержероном, набрал 7 очков в 6 матчах и помог команде завоевать титул чемпионов. В финальном матче были повержены россияне со счётом 6:1.
Дебютным турниром за взрослую сборную Канады для Перри стали Олимпийские игры в Ванкувере, состоявшиеся в феврале 2010 года. Уже само попадание в состав национальной команды, представляющей свою страну на домашней Олимпиаде и составленной из отборнейших игроков НХЛ (на время олимпийского турнира, в отличие от чемпионатов мира, руководство НХЛ приостанавливает матчи и отпускает ведущих игроков в свои сборные), можно отнести в список карьерных успехов нападающего «Анахайма». Однако Кори не стал довольствоваться малым, сыграл на главном международном соревновании четырёхлетия ярко и пополнил коллекцию медалей олимпийским золотом. На его счету несколько важнейших голов: два в ворота россиян, считавшихся наряду с канадцами фаворитами турнира, в четвертьфинале (счёт матча 7:3), а также вторая шайба в финальном поединке против сборной США (3:2 в овертайме).
Когда в апреле 2010 стало ясно, что «Анахайм» не попадает в плей-офф НХЛ, Перри решил не заканчивать сезон так рано и дал согласие на участие в чемпионате мира, проходившем в Германии. Он был единственным игроком в звании свежеиспеченного олимпийского чемпиона в составе сборной Канады, состоявшей преимущественно из молодых игроков, которым едва-едва перевалило за 20. В 1/4 финала она уступила сборной России, горевшей желанием реабилитироваться за олимпийскую неудачу и приехавшей почти целиком в олимпийском же составе.
Таким образом, Перри не удалось войти в «Тройной золотой клуб» — неформальный клуб хоккеистов, хотя бы раз побеждавших в трёх соревнованиях: розыгрыше Кубка Стэнли, Олимпийских играх и чемпионате мира.

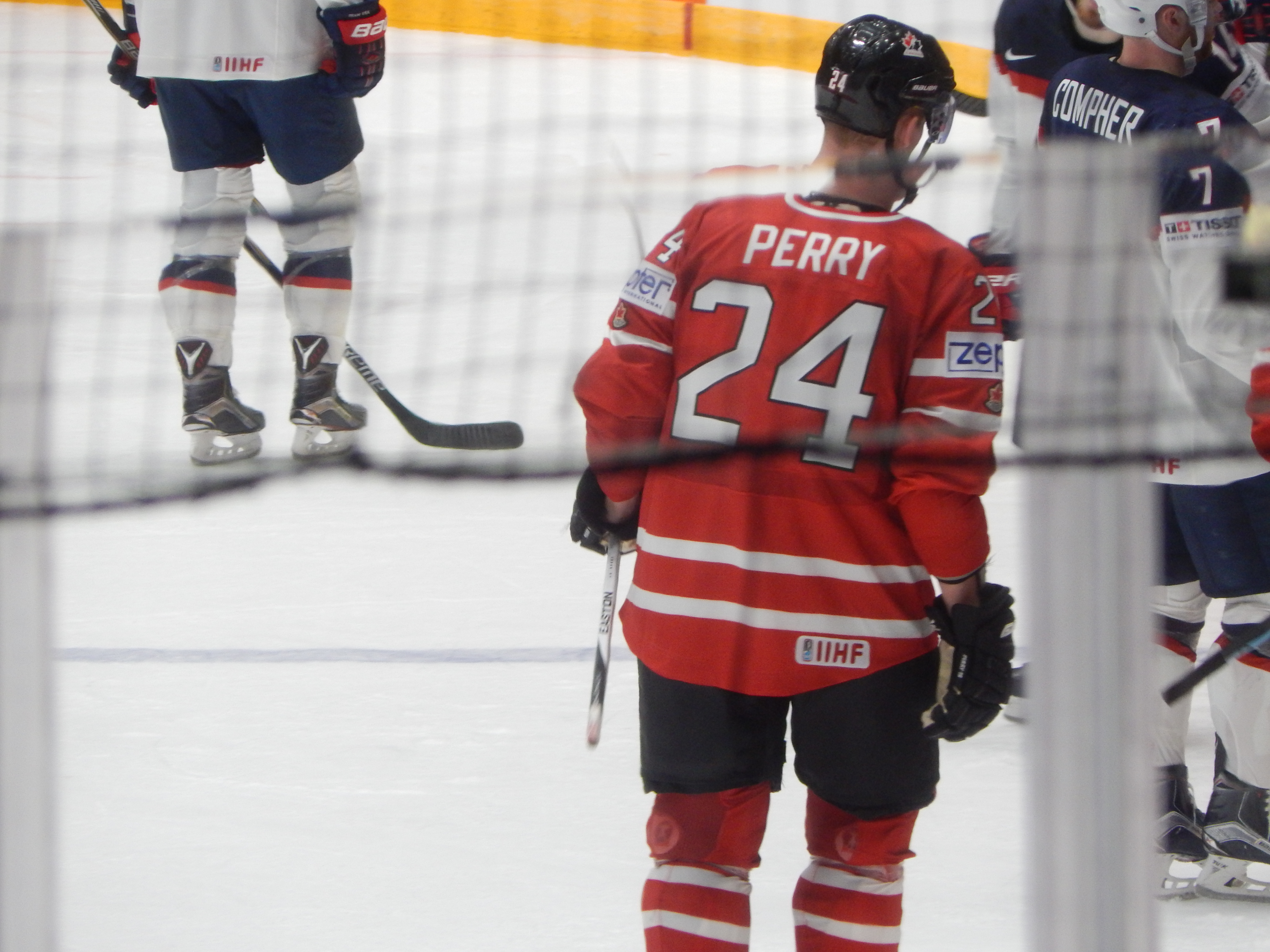
Кори Перри в матче-открытия чемпионата мира 2016

Тем не менее, Кори попал в сборную Канады на Олимпиаду в Сочи, на которой также завоевал золотые медали в составе «кленовых листьев».
Спустя два года был вызван в сборную для игры на чемпионате мира в России. Групповой этап канадцы играли в Санкт-Петербурге, там же они сыграли и матч четвертьфиналов против Швеции, который выиграли со счётом 6:0. Кори набрал на этом чемпионате 9 очков, сделав пять результативных пасов и четыре гола (поучаствовал в первом голе своей сборной против США, забил гол сборной Венгрии, отметился голом и передачей в матче против Беларуси, забил Германии, заработал «ассист» против Словакии, также ассистировал Дюшену в матче с Францией и отдал пас Дерику Брассару в полуфинальном матче против американцев, когда счёт был не в пользу канадцев). В финальном матче против финнов забить или отдать пас Кори не получилось, однако «кленовые листья» одержали победу со счётом 2:0, и Перри стал 27-м участником «тройного золотого клуба».

## Награды и достижения
Юниорские
- 2001/02 — OHL — Первая сборная новичков
- 2003/04 — OHL — Первая сборная всех звёзд
- 2003/04 — CHL — Вторая сборная всех звёзд
- 2003/04 — OHL — «Джим Мэйхон Мемориал Трофи» (Лучший бомбардир среди правых нападающих)
- 2004/05 — Мемориальный кубок — «Стэффорд Смайт Мемориал Трофи» (Самый ценный игрок)
- 2004/05 — Мемориальный кубок — Символическая сборная
- 2004/05 — OHL — «Ред Тилсон Трофи» (Лучший хоккеист)
- 2004/05 — OHL — «Эдди Пауэрс Мемориал Трофи» (Лучший бомбардир)
- 2004/05 — OHL — «Уэйн Гретцки 99 Эворд» (Самый ценный игрок плей-офф)
- 2004/05 — OHL — Джим Мэйхон Мемориал Трофи (Лучший бомбардир среди правых нападающих)
- 2004/05 — OHL — Первая сборная всех звёзд
- Номер 94 выведен из обращения командой «Лондон Найтс»

НХЛ
- 2006/07 — НХЛ — Обладатель Кубка Стэнли (Анахайм Дакс)
- 2007/08 — НХЛ — Участник Матча всех звёзд[10]
- 2010/11 — НХЛ — Участник Матча всех звёзд
- 2010/11 — НХЛ — «Морис Ришар Трофи»
- 2010/11 — НХЛ — «Харт Трофи»
- 2010/11 — НХЛ — Первая символическая сборная НХЛ
- 2011/12 — НХЛ — Участник Матча всех звёзд
- 2013/14 — НХЛ — Первая символическая сборная НХЛ

Международные
- 2005 — победитель молодёжного чемпионата мира (Канада)
- 2010 — олимпийский чемпион (Канада)
- 2014 — олимпийский чемпион (Канада)
- 2016 — чемпион мира (Канада)
- 2016 — обладатель Кубка мира (Канада)

### Международные соревнования

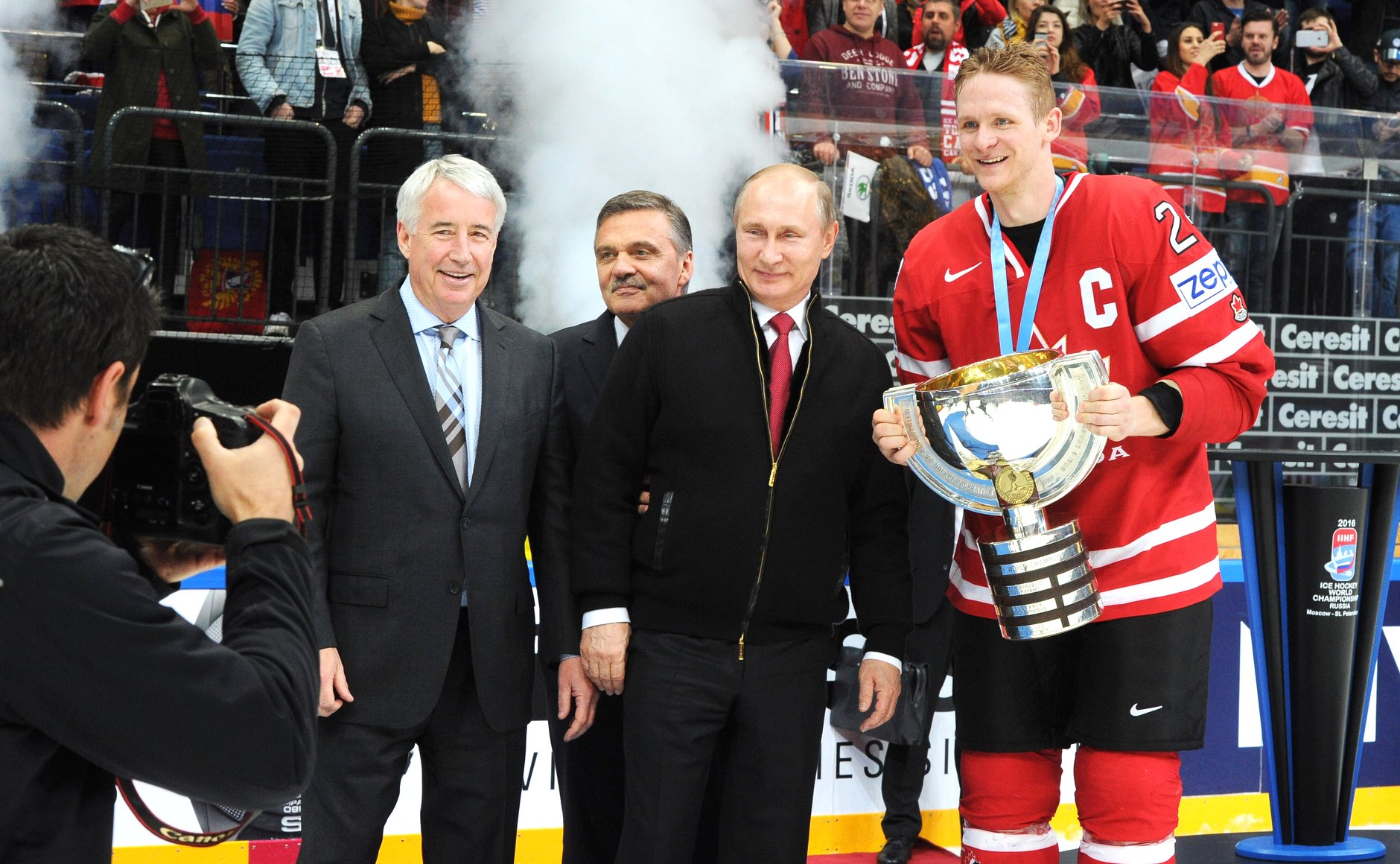
На церемонии награждения победителей чемпионата мира по хоккею 2016.
Москва, 22 мая 2016 года

## Статистика
| Легенда | Легенда                    | Легенда | Легенда                   | Легенда | Легенда    |
| ------- | -------------------------- | ------- | ------------------------- | ------- | ---------- |
| И       | Количество проведённых игр | Штр     | Штрафное время            | +/−     | Плюс-минус |
| Г       | Голы                       | П       | Голевые передачи          | О       | Очки       |
| -       | Статистика неизвестна      | —       | Статистика не учитывалась |         |            |

## Прочее
- Младший брат Кори Адам Перри (1987 г. р.) — тоже хоккеист. Братья играли вместе в «Лондон Найтс» в 2004/2005, в год завоевания командой Мемориального кубка. Сейчас Адам играет в АХЛ за «Сиракьюз Кранч»; на драфте НХЛ он не выбирался.
- Хоккейная экипировка Перри в сезоне 2009/2010: клюшка Easton Stealth S17, коньки Bauer Vapor X60, шлем Bauer 8500, перчатки Easton Pro.
- Перри — 1-й игрок в истории, проигравший 3 финала Кубка Стэнли подряд с 3 разными командами (2020 — Даллас Старз, 2021 — Монреаль Канадиенс, 2022 — Тампа-Бэй Лайтнинг)
- Перри — 1-й игрок в истории НХЛ, проигравший 5 финалов Кубка Стэнли с 4 разными командами (2020 — Даллас Старз, 2021— Монреаль Канадиенс, 2022 — Тампа-Бэй Лайтнинг, 2024, 2025— Эдмонтон Ойлерз)